# Єкименки (Псковська область)
Єкименки (рос. Екименки) — присілок в Питаловському районі Псковської області Російської Федерації.
Населення становить 7 осіб. Входить до складу муніципального утворення Гавровська волость.

## Історія
Від 2015 року входить до складу муніципального утворення Гавровська волость.

## Населення
| 2001 | 2002 | 2010 |
| ---- | ---- | ---- |
| 6    | →6   | ↗7   |